# Leptodeira splendida
Espèce
Synonymes
- Leptodeira bressoni Taylor, 1938
- Leptodeira ephippiata Smith & Tanner, 1944

Statut de conservation UICN

 LC  : Préoccupation mineure
Leptodeira splendida  est une espèce de serpents de la famille des Dipsadidae.

## Répartition
Cette espèce est endémique du Mexique. Elle se rencontre dans les États de Colima, du Michoacán, du Sonora, du Sinaloa, du Guerrero, du Morelos et du Puebla.

## Description
L'holotype de Leptodeira splendida mesure 66 cm dont 16,5 cm pour la queue.

## Liste des sous-espèces
Selon The Reptile Database (3 septembre 2013) :
- Leptodeira splendida bressoni Taylor, 1938
- Leptodeira splendida ephippiata Smith & Tanner, 1944
- Leptodeira splendida splendida Günther, 1895

## Publications originales
- Günther, 1895 : Reptilia and Batrachia, Biologia Centrali-Américana, Taylor, & Francis, London, p. 1-326 (texte intégral).
- Smith & Tanner, 1944 : Description of a new snake from Mexico. Copeia, vol. 1944, no 3, p. 131-136.
- Taylor, 1938 : Notes on the Mexican snakes of the genus Leptodeira, with a proposal of a new snake genus, Pseudoleptodeira. University of Kansas science bulletin, vol. 25, no 15, p. 315-355 (texte intégral).